# Ingo (karantanski)
Ingo, karantanski misijonar in po nekaterih tudi knez. 
Ob koncu 8. stoletja je bil najverjetneje salzburški misijonar na področju karantanskih Slovanov v Karantaniji ali morda celo v karantanski Spodnji Panoniji, precej manj verjetno pa je, da je bil lokalni slovanski knez iz tega območja. Omenja ga spomenica O spreobrnjenju Bavarcev in Karantancev (Conversio Bagoariorum et Carantanorum), ki ga predstavlja kot zglednega krščanskega velikaša, ki je pripomogel k razširjanju krščanske vere. 

## Pripoved o Ingu
Ingo je po pripovedi eden od vplivnih kristjanov, ki ga je karantansko ljudstvo zelo spoštovalo zaradi njegove razumnosti. Zaradi tega so bili njegovim ukazom pokorni. Nekoč je k sebi povabil kristjane, ki so bili sužnji, in jim dal postreči v pozlačenih posodah, njihovim staroverskim gospodarjem pa je dal pred hišo jesti kruha, mesa in vina v počrnelih umazanih posodah. Na vprašanje slednjih zakaj tako ravna, je Ingo odgovoril, da niso vredni, da so v družbi onih, ki jih je že očistil krst, zato naj jedo zunaj pred hišo kakor psi. Te besede naj bi na neverne plemiče napravile tako velik vtis, da so se dali krstiti.

## Uganka o Ingu
Če je ime Ingo slovansko, se morda pravilno glasi Inko, vendar je bolj verjetno, da je germansko. V starejših časih so v Ingu videli kneza na področju Karantanije ali celo Spodnje Panonije, kar je izhajalo iz interpretacije spisa O spreobrnitvi Bavarcev in Karantancev. Oznaka, da je bil Ingo "eden od njih" (quorum unus) namreč sledi povedi, ki v zaključnem stavku vsebuje navedbo "knezi in drugi plemiči" (v izvirniku duces atque comites), prav tako pa je v spisu poudarjena oblastniška vloga Inga. Že v 14. stoletju je Janez Vetrinjski Inga poskušal napraviti za karantanskega kneza. Ta ideja je nato več stoletij v različnih oblikah prevladovala skoraj do konca 20. stoletja. Vendar spomenica O spreobrnitvi Bavarcev in Karantancev v seznamu karantanskih vojvod iz časov Karla Velikega ne navaja imena Ingo, zaradi česar bi lahko v njem videli kvečjemu lokalnega kneza, ne pa kneza vse Karantanije. Puntchart je nadgradil Megiserjevo tezo, da Ingova gostija predstavlja vmesni člen glede ustoličevanja vojvod in sicer vmesni člen med kasnejšimi kosezi in prvotnim ljudstvom, v poganski gospodi pa je videl nomadske poganske župane. Danes pa prevladuje mnenje, da je bil Ingo germanski salzburški duhovnik iz konca 8. stoletja. Herwig Wolfram je ob ponovni interpretaciji latinskega besedila iz spisa O spreobrnitvi Bavarcev in Karantancev poudaril, da je potrebno poved, ki se nahaja pred oznako, da je bil Ingo "eden od njih" (quorum unus), prebrati v  celoti- salzburški škof Arno je med Slovane pošiljal duhovnike tamkajšnjim knezom in drugim plemičem. Pomensko je najbolj smiselno, da je bil Ingo torej duhovnik, in da je temu najverjetneje res bilo tako, kaže zapis iz Bratovščinske knjige pri Sv. Petru v Salzburgu, kjer se pojavlja misijonar prezbiter Ingo, podobno pa Izvleček o Karantancih (Excerptum de Carentanis) v 12. stoletju ne omenja duhovnikov, obenem pa tudi ne Inga. Pripoved o Ingovi gostiji je sicer predvsem pridigarski zgled. Po drugi strani pa kot vidimo odslikava tudi dejansko stanje v karantanski družbi in  zgodovinsko osebnost.

## Zunanji viri
- Kos Milko (1934). Conversio Bagoariorum et Carantanorum. Razprave znanstvenega društva v Ljubljani 11, Historični odsek 3
- -- (1902).Gradivo za zgodovino Slovencev v srednjem veku . Ljubljana, Lenova družba.
- Štih Peter(1982).  Ocene in priporočila. Franc Kos, izbrano delo . Iz Zgodovinski časopis št. 36, 1982, letnik 3.
- -- (1993). Conversio Bagoariorum et Caratanorum po Kosovi izdaji iz leta 1936 (poročilo o stanju raziskav). Iz: Zgodovinski časopis (1993), št. 47, 3.